# 주프리다역
주프리다 (Giuffrida) 역은 이탈리아 시칠리아 섬 카타니아의 카타니아 지하철에 속한 역이다. 1999년 카타니아 지하철 첫 개통부터 문을 열었다.

## 위치
프로빈체 로의 북쪽 끝구간에 위치해 있으며 이쪽 도로에 여섯 개의 출구가 나 있다. 그 중에 네 곳은 계단, 두 곳은 엘리베이터로 연결되며 이곳으로 나와 몇백 미터만 가면 사무실, 스튜디오, 은행, 상업시설들이 밀집한 번화가가 있다. 에이브러햄 링컨 광장, R.임브리아니 로, V.주프리다 로, 칸포라 로, G.단눈치오 로, 토리노 로, R. 산치오 로, 미켈란젤로 광장 등이 이곳으로 연결된다. 또 노동법원, 팔코네 공원, 불카니아 공원, 그리고 여러 학교가 역 부근에 위치해 있다.

## 시설
이 역에는 다음과 같은 시설이 있다.
- 매표기

## 환승
AMT에서 운영하는 시내버스 정류장이 하나 있다.
- 722번시내버스 정류장